# 长毛球蛛
长毛球蛛（学名：Theridion longihirsutum）为球蛛科球蛛属的动物。在中国大陆，分布于汕头等地。